# Альбин, Эмилиано
Эмилиа́но Альби́н (исп. Emiliano Albín Antognazza; род. 24 января 1989, Саусе, департамент Канелонес) — уругвайский футболист, защитник и полузащитник клуба «Вилья Эспаньола».

## Биография
Эмилиано Альбин — воспитанник футбольной школы «Пеньяроля», но в детстве и на юношеском уровне успел поиграть за местные любительские команды — «Артигас» и «Ливерпуль» (Канелонес).
После того, как Альбин поступил на Сельскохозяйственный факультет в университете Монтевидео в 2008 году, он стал выступать за четвёртый состав «Пеньяроля». В этой возрастной категории он стал чемпионом Уругвая. В основном составе ауринегрос дебютировал уже в рамках чемпионата сезона 2009/10 против «Монтевидео Уондерерс». В своей первый сезон он провёл 16 матчей и стал победителем чемпионата Уругвая.
В сезоне 2010/11 Альбин стал уже игроком основы. В розыгрыше Кубка Либертадорес 2011 года, в котором «Пеньяроль» впервые за 24 года дошёл до финала, Альбин стал одним из ключевых игроков в обороне команды, причём, учитывая его позицию на фланге обороны, он зачастую участвовал и в атакующих действиях команды, выступая в качестве классического латераля. Всего в том турнире он принял участие в 11 матчах «карбонерос».
25 августа 2011 года Эмилиано Альбин забил первый в своей профессиональной карьере гол — в рамках чемпионата Уругвая 2011/12 в ворота «Белья Висты» (3:0).
Альбин был капитаном сборной Уругвая (до 22 лет), которая заняла третье место на Панамериканских играх 2011 года в Гвадалахаре. В середине 2012 года Оскар Вашингтон Табарес, тренер основной сборной Уругвая, возглавивший Олимпийскую футбольную команду, включил Альбина в заявку сборной на Олимпийский футбольный турнир.
Зимой 2012 года, после окончания Олимпиады, Альбин перешёл в аргентинскую «Боку Хуниорс». Первый матч он провёл 23 августа против «Индепендьенте» в рамках Южноамериканского кубка, выйдя на замену на 54-й минуте вместо Кристиана Чавеса. В Примере Аргентины Альбин дебютировал через 2 дня, 25 августа, причём в стартовом составе. Он сыграл весь гостевой матч против «Униона», получил жёлтую карточку, а Бока одержала победу со счётом 2:1.

## Статистика
| Клуб                                     | Сезон            | Чемпионат | Чемпионат | Внутренние кубки | Внутренние кубки | Международные кубки | Международные кубки | Итого | Итого |
| Клуб                                     | Сезон            | Игры      | Голы      | Игры             | Голы             | Игры                | Голы                | Игры  | Голы  |
| ---------------------------------------- | ---------------- | --------- | --------- | ---------------- | ---------------- | ------------------- | ------------------- | ----- | ----- |
| Пеньяроль · Уругвай                      | 2009/10          | 16        | 0         | -                | -                | -                   | -                   | 16    | 0     |
| Пеньяроль · Уругвай                      | 2010/11          | 25        | 0         | -                | -                | 11                  | 0                   | 36    | 0     |
| Пеньяроль · Уругвай                      | 2011/12          | 27        | 1         | -                | -                | 6                   | 0                   | 33    | 1     |
| Пеньяроль · Уругвай                      | Всего            | 68        | 1         | -                | -                | 17                  | 0                   | 85    | 1     |
| Бока Хуниорс · Аргентина                 | 2012/13          | 1         | 0         | -                | -                | 1                   | 0                   | 2     | 0     |
| Бока Хуниорс · Аргентина                 | Total            | 1         | 0         | -                | -                | 1                   | 0                   | 2     | 0     |
| Всего за карьеру                         | Всего за карьеру | 69        | 1         | -                | -                | 18                  | 0                   | 87    | 1     |
| По состоянию на 25 августа 2012 года ref |                  |           |           |                  |                  |                     |                     |       |       |